# زانکت آندریاسبرگ
شهر زانکت آندریاسبرگ (به آلمانی: Sankt Andreasberg) در ایالت نیدرزاکسن در کشور آلمان واقع شده‌است.